# Tom Waits
Thomas Alan Waits (født 7. december 1949 i Pomona, Californien) er en amerikansk komponist, sanger, musiker og skuespiller.
Han har igennem årene haft en outsiderposition i amerikansk musik, noget der kan tilskrives hans til tider vanskeligt tilgængelige sange og hans dybe og rustne vokal. Tom Waits er tit blevet omtalt som manden med en stemme som en skærebrænder. Han er ofte blevet beskrevet som eksponent for beatgenerationens optagethed af eksistenserne på undersiden af det amerikanske samfund, og hovedparten af Waits' tekster tager da også udgangspunkt i luderen, drukkenbolten og servitricen med de bristede drømme. Kort sagt ludere, lommetyve og karnevallet.
Waits' musiske produktion falder i to dele. Den første er præget af evergreens og en jazzet lyd centreret omkring klaveret som hovedinstrument og Waits som historiefortæller inspireret af forfattere som Charles Bukowski og Raymond Chandler. Perioden løber fra debutalbummet Closing Time (1973) til soundtracket fra filmen One From the Heart (1982). Efter bruddet med Asylum Records og produceren Bones Howe, skiftede Waits stil og udgav i 1983 hovedværket Swordfishtrombones. Stilskiftet er af mange kritikere og også Waits selv blevet tilskrevet mødet med Kathleen Brennan, som han giftede sig med i 1980.
Waits' anden periode løber således fra 1983-udgivelsen og frem til albummet Orphans: Brawlers, Bawlers & Bastards fra 2006. Produktionen er i disse tiår bl.a. inspireret af det amerikanske 'wunderkind' Captain Beefheart og det sære, det underlige, det karnevaleske. I 2011 udgav han studiealbummet Bad As Me, som blev godt modtaget af flere kritikere.
Tom Waits blev i 2011 optaget i Rock and Roll Hall of Fame.

## Diskografi
- Closing Time (1973)
- Heart of Saturday Night (1974)
- Nighthawks at the Diner (1975)
- Small Change (1976)
- Foreign Affairs (1977)
- Blue Valentine (1978)
- Heartattack and Vine (1980)
- Swordfishtrombones (1983)
- Rain Dogs (1985)
- Franks Wild Years (1987)
- Bone Machine (1992)
- The Black Rider (1993)
- Mule Variations (1999)
- Alice (2002)
- Blood Money (2002)
- Real Gone (2004)
- Bad as Me (2011)

## Turnéer
- 1973: Closing Time touring
- 1974–1975: The Heart of Saturday Night touring
- 1975–1976: Small Change touring
- 1977: Foreign Affairs touring
- 1978–1979: Blue Valentine touring
- 1980–1982: Heartattack and Vine touring
- 1985: Rain Dogs touring
- 1987: Big Time touring
- 1999: Get Behind the Mule Tour
- 2004: Real Gone Tour
- 2006: The Orphans Tour
- 2008: Glitter and Doom Tour[5]

## Filmografi
| År   | Film                                | Rolle                     | Noter                                    |
| ---- | ----------------------------------- | ------------------------- | ---------------------------------------- |
| 1978 | Paradise Alley                      | Mumbles                   |                                          |
| 1981 | Wolfen                              | Drunken Bar Owner         | Uncredited                               |
| 1982 | One from the Heart                  | Trompetist                | Også komponsit (ukrediteret skuespiller) |
| 1983 | The Outsiders                       | Buck Merrill              |                                          |
| 1983 | Rumble Fish                         | Benny                     |                                          |
| 1984 | The Stone Boy                       | Petrified man at carnival | Uncredited                               |
| 1984 | The Cotton Club                     | Irving Stark              |                                          |
| 1986 | Down by Law                         | Zach                      |                                          |
| 1987 | Ironweed                            | Rudy                      |                                          |
| 1988 | Greasy Lake                         | Narrator                  | Video                                    |
| 1988 | Candy Mountain                      | Al Silk                   |                                          |
| 1988 | Big Time                            | Himself                   | Dokumentar; og medforfatter              |
| 1989 | Bearskin: An Urban Fairytale        | Silva                     |                                          |
| 1989 | Cold Feet                           | Kenny                     |                                          |
| 1989 | Mystery Train                       | Radio D.J. (voice)        |                                          |
| 1990 | The Two Jakes                       | Plainclothes Policeman    | Ukrediteret                              |
| 1991 | At Play in the Fields of the Lord   | Wolf                      |                                          |
| 1991 | The Fisher King                     | Invalid Veteran           | Ukrediteret                              |
| 1991 | Queens Logic                        | Monte                     |                                          |
| 1991 | Night on Earth                      |                           | Komponist                                |
| 1992 | Dracula                             | R.M. Renfield             |                                          |
| 1993 | Short Cuts                          | Earl Piggot               |                                          |
| 1999 | Mystery Men                         | Doc Heller                |                                          |
| 2001 | The Last Castle                     |                           | Komponist med Jerry Goldsmith            |
| 2003 | Coffee and Cigarettes               | Sig selv                  | Segment: "Somewhere in California"       |
| 2005 | Domino                              | Wanderer                  |                                          |
| 2005 | The Tiger and the Snow              | Sig selv                  |                                          |
| 2006 | Wristcutters: A Love Story          | Kneller                   |                                          |
| 2009 | The Imaginarium of Doctor Parnassus | Mr. Nick                  |                                          |
| 2010 | The Book of Eli                     | Engineer                  |                                          |
| 2011 | The Monster of Nix                  | Virgil                    | Kortfilm                                 |
| 2011 | Twixt                               | Narrator                  |                                          |
| 2012 | Seven Psychopaths                   | Zachariah                 |                                          |
| 2013 | The Simpsons                        | Lloyd (stemme)            | Episode: "Homer Goes to Prep School"     |
| 2018 | The Ballad of Buster Scruggs        | Prospector                | Segment: "All Gold Canyon"               |
| 2018 | The Old Man & the Gun               | Waller                    |                                          |
| 2019 | The Dead Don't Die                  | Hermit Bob                |                                          |
| 2021 | Ultra City Smiths                   | The Narrator (stemme)     | 6 episoder                               |
| 2021 | Licorice Pizza                      | Rex Blau                  |                                          |
| TBA  | Wildwood                            | (stemme)                  | Filer                                    |